# Strunga (okręg Jassy)
Strunga – wieś w Rumunii, w okręgu Jassy, w gminie Strunga. W 2011 roku liczyła 557 mieszkańców.